# Isabelle Petit-Jacques
Pour les articles homonymes, voir Petit et Jacques.
Isabelle Petit-Jacques, née le 9 juillet 1954 en France est une actrice française. Elle est principalement connue pour ses rôles dans L'otage de l'Europe (1989), Viva la vie (1984) et La Fille sur le pont (1999)

## Filmographie

### Cinéma
- 1984 : Viva la vie de Claude Lelouch
- 1986 : Mon beau-frère a tué ma sœur de Jacques Rouffio
- 1989 : Les Maris, les Femmes, les Amants de Pascal Thomas
- 1989 : Hiver 54, l'abbé Pierre de Denis Amar
- 1990 : Tatie Danielle : une passante
- 1991 : La Thune de Philippe Galland
- 1991: Fortune Express d'Olivier Schatzky
- 1992 : La Crise de Coline Serreau
- 1993 : L'Ombre du doute de Aline Issermann
- 1994 : Consentement mutuel de Bernard Stora
- 1994 : Personne ne m'aime de Marion Vernoux
- 1995 : Douce France de Malik Chibane
- 1996: Ridicule de Patrice Leconte : la Baronne d'Oberkirchner
- 1996: Les Grands Ducs de Patrice Leconte
- 1996: Golden Boy de Jean-Pierre Vergne
- 1998 : Cuisine américaine de Jean-Yves Pitoun
- 1998: … Comme elle respire de Pierre Salvadori
- 1999 : La Fille sur le pont de Patrice Leconte
- 2002 : L'Homme du train de Patrice Leconte
- 2003 : Sept Ans de mariage de Didier Bourdon
- 2003 : Après la pluie, le beau temps de Nathalie Schmidt
- 2004: Confidences trop intimes de Patrice Leconte
- 2005: Les Mots bleus de Alain Corneau
- 2005: Vive la vie de Yves Fajnberg
- 2006: Un ticket pour l'espace de Éric Lartigau
- 2006 : J'invente rien de Michel Leclerc
- 2007: Clémence de Franck Buchter
- 2011 : Voir la mer de Patrice Leconte
- 2012 : Le Magasin des suicides de Patrice Leconte

### Télévision
- 1986 : Série rose de Pierre Grimblat (série TV)
- 1992 : Princesse Alexandra de Denis Amar
- 1993 : Colis d’oseille de Yves Lafaye
- 1994 : Maigret : Maigret se trompe de Joyce Buñuel
- 1995 : Regards d'enfance de Serge Moati (série TV)
- 1995 : Une nana pas comme les autres de Éric Civanyan
- 1995 : Docteur Sylvestre de Jérôme Anger (série TV)
- 1995 : The English Wife de Simon Shore
- 1996 : L'Allée du Roi de Nina Companeez (série TV)
- 1996 : Le bourgeois se rebiffe de Jean-Pierre Alessandri
- 1996 : Julie Lescaut, épisode 1 saison 6, Le secret des origines de Josée Dayan : Hôtesse fondation
- 1996 : Le Crabe sur la banquette arrière de Jean-Pierre Vergne : Anne
- 1997 : Navarro, (épisode Une femme à l'index) de Patrick Jamain : Claire Chevalier
- 1998 : Bébé Boum de Charles Shyer
- 1998 : Nestor Burma de Jean-Luc Miesch (série TV)
- 1998 : Groupe nuit de Jean-Luc Azoulay (série TV)
- 1998 : Un homme en colère de Mireille Lanteri Et Bernard Marié (série TV)
- 1999 : Vérité oblige de Claude-Michel Rome (série TV)
- 1999 : Mélissol de Jean-Pierre Igoux (série TV)
- 1999 : La petite fille en costume marin de Marc Rivière (série TV)
- 1999-2000 : P.J. : Mathilde.
- 2000 : Marc Eliot de Tito Topin (série TV)
- 2000 : Un flic nommé Lecoeur de Alain Tasma et Jean-Yves Pitoun (série TV)
- 2001 : Navarro (épisode Zéro Pointé) de Patrick Jamain : Odile Gilon
- 2001 : L'Algérie des chimères de François Luciani (série TV)
- 2001 : Les Cordier, juge et flic, (épisode Portrait au scalpel) de Christiane Lehérissey : Élisabeth Breunot
- 2001 : Docteur Claire Belac de Denis MALLEVAL (série TV)
- 2002 : Passage du bac de Olivier Langlois
- 2002 : Louis Page de Christophe Chevalier et Jean Nainchrik
- 2004 : Une femme d'honneur, (épisode Piège en eau douce) de Christiane Lehérissey : Claire Vigneau
- 2004 : Les Monos de Christian Rauth et Daniel Rialet (série TV)
- 2004 : Maigret et l'ombre chinoise de Jeanne Boyer
- 2005 : Désiré Landru de Pierre Boutron : Mme Marais
- 2006 : La Crim' de Jeffrey Frohner et Martin Brossollet (série TV)
- 2006 : La Volière aux enfants, téléfilm de Olivier Guignard :  Madame Pape
- 2007 : Les Camarades de François Luciani (série TV)
- 2007 : Hubert et le Chien de Laurence Katrian : Susie
- 2007 : Louis la Brocante de Jacques Rouzet et Pierre Sisser (série TV)
- 2008 : La vie sera belle de Edwin Baily
- 2008 : Notre univers impitoyable de Léa Fazer
- 2008 : Chez Maupassant de Gérard Jourd'hui et Gaëlle Girre (série TV)
- 2008 : Adresse inconnue de Clara Bourreau et Anne Viau (série TV)
- 2011 : Hard de Cathy Verney (série TV)
- 2013 : Mongeville : La nuit des loups de Jacques Santamaria : la mère d'Axelle

## Théâtre
- 1983 : Vera Baxter ou les Plages de l'Atlantique de Marguerite Duras, mise en scène Jean-Claude Amyl, Poche Montparnasse
- 1995 : Rendez-vous de Neil Simon, mise en scène Raymond Acquaviva, théâtre de la Renaissance
- 2003 : L'Éventail de Lady Windermere d'Oscar Wilde, mise en scène de Tilly